# Курт Герцог
Курт Оскар Герцог (нім. Kurt Oskar Herzog; 27 березня 1889, Кведлінбург, Німецька імперія — 14 квітня 1948, Воркута, РРФСР) — німецький воєначальник, генерал артилерії вермахту.

## Біографія
Учасник Першої світової війни. Після демобілізації армії залишений в рейхсвері. З 1 жовтня 1935 року — командир 31-го артилерійського полку, з 1 квітня 1938 року — 1-го артилерійського командування. З 1 вересня 1939 року — начальник 1-го підрозділу комплектування, 30 вересня очолив 108-ме артилерійське командування. З 7 лютого 1940 року — командир 291-ї піхотної дивізії. Учасник Німецько-радянської війни, вів бої під Ленінградом і в районі Волхова. З 30 червня 1942 року — командир 38-го армійського корпусу (з 31 грудня 1944 року — танкового). Після важких боїв в районі Волхова і на озері Ільмень в січні 1944 року почав відступ у Прибалтику. 19 січня 1945 року здав командування і був відправлений в шпиталь. Після одужання 12 березня знову очолив свій корпус. До кінця війни чинив опір радянським війська в Курляндії, перебуваючи практично у безвихідному становищі. 8 травня 1945 року здався радянським військам. 18 грудня 1947 року засуджений військовим трибуналом до 25 років таборів. Помер від дистрофії в стаціонарі табірного пункту «Цегляний завод №2» Воркутинського табору.

## Звання
- Фанен-юнкер (30 березня 1907)
- Фенріх (1 листопада 1907)
- Лейтенант (14 серпня 1908; патент від 14 лютого 1907)
- Оберлейтенант (25 вересня 1914)
- Гауптман (5 жовтня 1916)
- Майор (1 квітня 1929)
- Оберстлейтенант (1 вересня 1933)
- Оберст (1 липня 1935)
- Генерал-майор (1 березня 1939)
- Генерал-лейтенант (1 лютого 1941)
- Генерал артилерії (1 липня 1942)

## Нагороди
- Залізний хрест
  - 2-го класу (26 жовтня 1914)
  - 1-го класу (6 листопада 1916)
- Військовий орден Святого Генріха, лицарський хрест (17 березня 1916)
- Орден Альберта (Саксонія), лицарський хрест 1-го класу з мечами і короною
- Ганзейський Хрест (Гамбург)
- Хрест Фрідріха
- Хрест «За військові заслуги» (Австро-Угорщина) 3-го класу з військовою відзнакою
- Почесний хрест ветерана війни з мечами
- Медаль «За вислугу років у Вермахті» 4-го, 3-го, 2-го і 1-го класу (25 років)
- Застібка до Залізного хреста
  - 2-го класу (10 вересня 1939)
  - 1-го класу (29 вересня 1939)
- Лицарський хрест Залізного хреста з дубовим листям
  - лицарський хрест (18 жовтня 1941)
  - дубове листя (№694; 12 січня 1945)
- Медаль «За зимову кампанію на Сході 1941/42»
- Нарукавна стрічка «Курляндія»